# Coccoloba reflexa
Coccoloba reflexa är en slideväxtart som beskrevs av Gustav Lindau. Coccoloba reflexa ingår i släktet Coccoloba och familjen slideväxter. Inga underarter finns listade i Catalogue of Life.